# Filtro interferenziale

Funzionamento di un filtro interferenziale

Un filtro interferenziale (o filtro dicroico) è un tipo di filtro passa banda, usato in ottica, particolarmente in spettroscopia (ultravioletta/visibile, infrarossa, ma ormai principalmente sui più semplici colorimetri analitici), astronomia, e microscopia ottica, sfruttando il fenomeno del dicroismo.
Consente di ottenere luce colorata al pari di un normale filtro colorato fotografico, con la differenza di possedere un'elevata selettività. Un filtro interferenziale infatti minimizza l'assorbimento di radiazione luminosa e permette il passaggio di radiazione quasi monocromatica, ovvero di uno strettissimo intervallo di frequenze. Oltre al filtro passa banda si possono avere filtri blocca banda, passa alto e passa basso.
I filtri dicroici sono utilizzati anche per la realizzazione di gobos a colori per apparecchi di illuminazione ad elevata potenza. L’immagine viene realizzata sovrapponendo fino a 4 filtri dicroici di diversi colori.

## Struttura
Il filtro è costituito da due lastre piane e parallele di vetro, le cui facce interne sono rese semiriflettenti da uno strato sottile e trasparente di argento o altro conduttore, separate da un sottile strato d'aria o altro dielettrico. L'effetto di filtro è causato dal fenomeno dell'interferenza tra i raggi riflessi tra le due lastre.
Quando si illumina il filtro con luce bianca e parallela, la differenza di cammino tra i raggi che hanno subito diverse riflessioni tra gli strati semiargentati dipende per ogni angolo di incidenza solo dallo spessore della lamina d'aria. Se questo spessore è costante e molto sottile, pari a qualche volta la lunghezza d'onda della luce, il sistema lascia passare una piccola quantità della radiazione, quasi monocromatica. Scegliendo opportunamente lo spessore, si può far trasmettere la lunghezza d'onda che si desidera.
Un raggio incidente con inclinazione i sulla retta perpendicolare alla superficie, viene in parte trasmesso dalla prima superficie ed incide sulla seconda; questa ne trasmette una parte e una parte ne riflette, e così via. Dalla seconda lastra emergerà una serie di raggi paralleli provenienti dal medesimo raggio incidente, e con ritardi di fase crescenti in progressione aritmetica. Matematicamente la differenza di cammino introdotta da uno spessore h, è data da:
{\displaystyle {\Delta }=2h\cos {r}}
Dove r è l'angolo di riflessione. Naturalmente l'intensità dei raggi emergenti successivi decresce con il numero delle riflessioni, ma abbastanza lentamente, se si usano materiali con elevato potere riflettente. Questi raggi, portati ad interferire in un punto del piano focale di un sistema ottico, danno origine ad un massimo di luce intenso se la Δ tra ogni due raggi consecutivi è un numero intero di lunghezze d'onda, mentre in caso diverso, l'intensità risultante è praticamente nulla.
I filtri moderni sono per lo più costituiti da un insieme di strati sottili di differente indice di rifrazione, depositati su un supporto di vetro uno sopra l'altro, alternativamente per strati aventi indice più alto e più basso. L'interferenza si genera dalle riflessioni sulle superfici separanti strati ad indice diverso, e più numerose sono le riflessioni più il filtro risulta selettivo in lunghezza d'onda. La lamina d'aria è comunemente sostituita da sostanze trasparenti come la criolite, o da sostanze colorate per cancellare gli ordini che si vogliono escludere: ad esempio un filtro a λ = 8000 Å avrà un filtro rosso per escludere il secondo ordine blu a 4000 Å, mentre l'argento è ora sostituito dall'alluminio. I filtri si distinguono per la larghezza della banda spettrale che viene trasmessa, e per la quantità di luce che lasciano passare: si può avere una trasmissione del 45% con larghezza di banda 15 Å. Tuttavia questi filtri non sono facili da costruire, e sono piuttosto costosi.